# کوه ساتیما
کوه ساتیما (به لاتین: Mount Satima) یک کوه در کنیا است که در کنیا واقع شده‌است. کوه ساتیما ۴٬۰۰۱ متر بالاتر از سطح دریا واقع شده‌است.